# Roy Thomas Baker
Roy Thomas Baker (Londen, 10 november 1946 – Lake Havasu City (Arizona), 12 april 2025) was een Britse muziekproducent, met name bekend van zijn werk met rockband Queen.

## Loopbaan
Baker werd geboren in de Londense wijk Hampstead en begon zijn carrière al op veertienjarige leeftijd als assistent-technicus bij Decca Records. Aangemoedigd door muziekproducent Gus Dudgeon verhuisde hij al snel naar Trident Studios, waar hij werkte met artiesten als Tony Visconti, Frank Zappa, The Rolling Stones, David Bowie, The Who, Nazareth, Santana, Free en T. Rex.
Nadat hij medeoprichter was van Neptune Reconds (de platenmaatschappij van Trident), ontmoette Baker begin jaren '70 de rockband Queen. De samenwerking met de band duurde vijf albums (de eerste vier albums - Queen, Queen II, Sheer Heart Attack, A Night at the Opera - en het album Jazz ). Deze samenwerking leverde hem meerdere prijzen op, waaronder Grammy Awards en het Guinness World Records voor "Bohemian Rhapsody".
Na zijn successen met Queen en andere artiesten tekende Baker een contract voor de productie van meerdere albums met CBS Music (het moederbedrijf achter Columbia Records, Sony Music en Epic Records). In New York en Los Angeles vestigde hij de kantoren van RTB Audio Visual Productions. In die tijd werkte hij samen met artiesten als Journey, Starcastle, en Ian Hunter.
Baker werkte na zijn verhuizing naar de Verenigde Staten intensief samen met de Amerikaanse softrockband The Cars.  Nadat hij de band had zien optreden in een gymzaal van een school in Boston produceerde hij vier van hun albums, die elk de platina-status behaalden. Het leverde hem ook een Grammy-nominatie op. Bij Elektra Records in Los Angeles kreeg hij de functie senior vice-president van de A&R-afdeling en tijdens zijn leiderschap tekende Elektra contracten met artiesten als Metallica, Simply Red, Yello, Peter Schilling en 10,000 Maniacs.
Baker produceerde ook voor Lindsey Buckingham, Mötley Crüe, Guns N' Roses, Alice Cooper, Foreigner, Pilot, Ozzy Osbourne, Devo, The Stranglers, Dusty Springfield, T'Pau, Cheap Trick, the Darkness, Yes en The Smashing Pumpkins.
Op 12 april 2025 overleed hij in Lake Havasu City, Arizona.